# Litoraxius boshu
Litoraxius boshu is een tienpotigensoort uit de familie van de Axiidae. De wetenschappelijke naam van de soort is voor het eerst geldig gepubliceerd in 2007 door Komai & Tachikawa.